# Ryan Cooper
 (mars 2017).
Ryan Cooper est un acteur et mannequin australien né le 3 avril 1986 à Port Moresby en Papouasie-Nouvelle-Guinée.

## Biographie
Ryan Cooper est né à Port Moresby, en Papouasie-Nouvelle-Guinée, dans une famille australienne. Il a étudié au lycée à Auckland en Nouvelle-Zélande et a ensuite travaillé comme charpentier pendant six ans et est parti à New York en 2008 pour faire du mannequinat et a travaillé pour DKNY, Armani Exchange, Abercrombie & Fitch, Hugo Boss, Trussardi, Rockport, Garnier, Esprit Holdings, Macy's, Just Jeans.

## Filmographie

### Acteur

#### Cinéma
- 2013 : Gatsby le Magnifique : Extra (non crédité)
- 2014 : Julia : Piers
- 2015 : Digital Physics : Roy
- 2017 : # Pire soirée : Jay
- 2019 : Skate God

#### Courts-métrages
- 2014 : Left Behind

#### Télévision

##### Séries télévisées
- 2013 : One Life to Live : Bruce Hunter
- 2014 : Last Week Tonight with John Oliver : Mr. Diet Coke
- 2014 : Living in Exile : Brian (2014-2015)
- 2015 : Eye Candy : Jake Bolin
- 2016 : Heirloom : Bobby
- 2016 : The Deleted : Rob
- 2017 : Confess : Owen Gentry
- 2017 : Day 5 : Aidan
- 2021 : And Just Like That : Travis

##### Téléfilms
- 2019 Réveillon à la vanille : Charly Blanchard
- 2020 Christmas on ice : Noah Tremblay

### Réalisateur

#### Courts-métrages
- 2014 : Left Behind

### Producteur

#### Cinéma
- Date inconnue : Hold Your Ground

#### Courts-métrages
- 2014 : Left Behind

### Scénariste

#### Courts-métrages
- 2014 : Left Behind